# Спортивная гимнастика на летних Олимпийских играх 1960 — конь (мужчины)
Результаты мужских соревнований по спортивной гимнастике в упражнениях на коне — одной из восьми дисциплин в спортивной гимнастике на 17-х летних Олимпийских играх 1960 года в Риме.
До 1996 года участники чемпионатов мира и Олимпийских игр должны были выполнять обязательные упражнения, составленные Международной федерацией гимнастики (ФИЖ) и произвольные (составленные самими спортсменами с соблюдением определенных требований к трудности) упражнения. После 1996 года обязательные упражнения были отменены, и гимнасты стали исполнять на всех соревнованиях только произвольные упражнения.

## Результаты

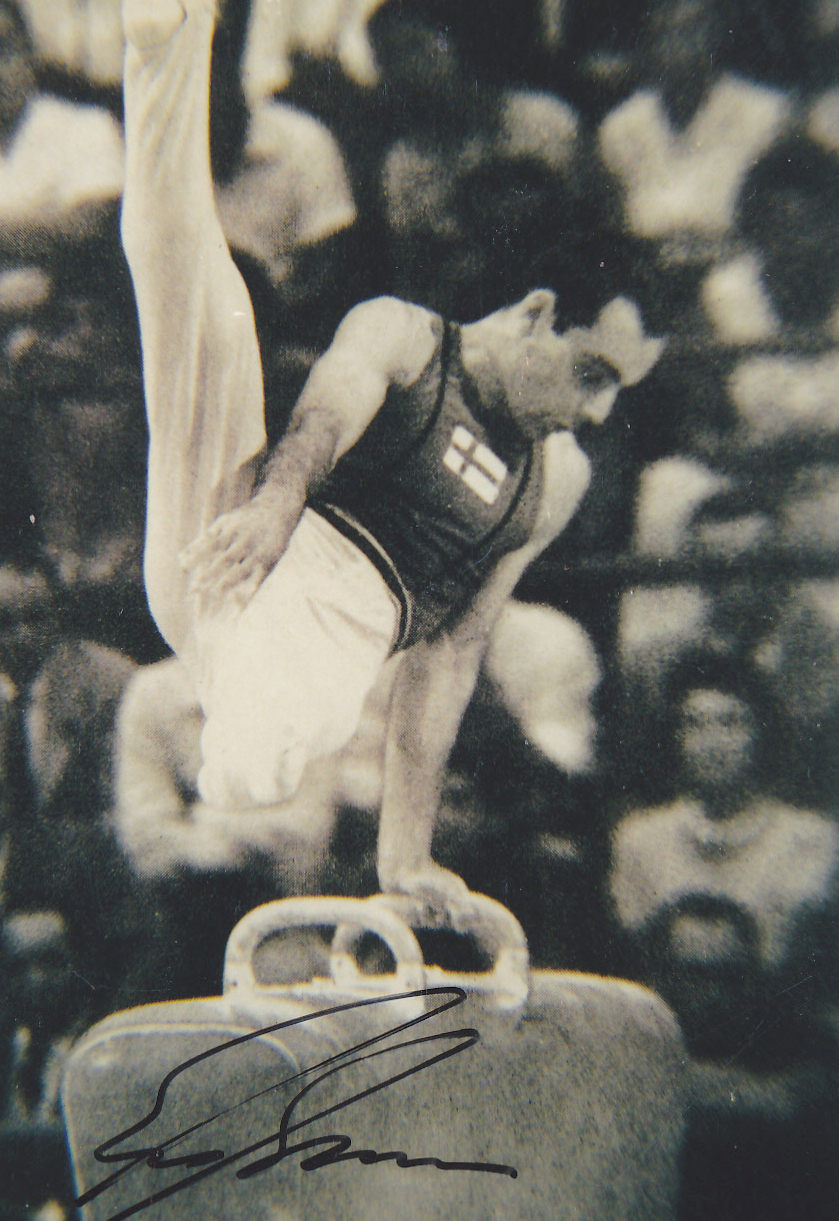
Выступление Экмана Эугена на Олимпийских играх 1960

### Квалификация
В соревнованиях с обязательными и произвольными упражнениями принимало участие сто двадцать девять гимнастов. Шесть гимнастов с максимальными результатами в квалификации вышли в финал.

### Финал
| Место | Гимнаст                  | C&V/2 | Финал | Сумма  |
| ----- | ------------------------ | ----- | ----- | ------ |
|       | Эуген Экман (Финляндия)  | 9.625 | 9.750 | 19.375 |
|       | Борис Шахлин (СССР)      | 9.675 | 9.700 | 19.375 |
|       | сюдзи Цуруми (Япония)    | 9.550 | 9.600 | 19.150 |
| 4     | Taкаси Мицукури (Япония) | 9.575 | 9.550 | 19.125 |
| 5     | Юрий Титов (СССР)        | 9.600 | 9.350 | 18.950 |
| 6     | Оно Такаси (Япония)      | 9.575 | 8.950 | 18.525 |

- C & V/2 — (упражнения обязательные + произвольные)/2